# Eccesso di basi
L'eccesso di basi, o B.E. (dall'inglese base excess) è un valore utilizzato in medicina per quantificare la presenza di basi nel sangue (per lo più HCO3-); si misura in mol/l. Il range fisiologico di valore normali è considerato essere 0 ± 2 mEq/L.
Viene valutato mediante emogasanalisi di sangue arterioso.
Quando il valore diventa negativo significa che c'è carenza di basi e il soggetto presenta dunque acidosi metabolica; viceversa è aumentato nel caso di alcalosi metabolica.

Il B.E. è usato per valutare lo stato di disidratazione ed acidosi metabolica, sia in medicina che nella medicina veterinaria: in funzione del valore di BE è possibile impostare una fluidoterapia correttiva, con somministrazione orale e/o parenterale di soluzioni di NaCl, NaHCO3, KHCO3, propionato di sodio, glucosio, glicole propilenico.